# Gebissen wird nur nachts – das Happening der Vampire
Gebissen wird nur nachts – das Happening der Vampire, oft lediglich unter dem Kurztitel Gebissen wird nur nachts, geführt, ist eine 1970 in Österreich gedrehte, deutsche Horrorfilmkomödie. Regie führte der auf Gruselstoffe spezialisierte Brite Freddie Francis.

## Handlung
Elisabeth von Rabenstein hat in Hollywood als Filmstar „Betty Williams“ Karriere gemacht. Nun ist sie nach Europa zurückgekehrt, um ihres Onkels Erbe anzutreten: ein hochherrschaftliches Schloss ihrer Vorfahren. Die attraktive Blondine möchte sich ihr Erbe erst einmal anschauen, ehe sie es, wie geplant, verkauft. Der furchtsame Diener Josef erschrickt sofort bei ihrem ersten Anblick – hat Elizabeth doch erschreckend große Ähnlichkeit mit ihrer längst verblichenen Urgroßmutter Clarimonde, die einst als Hexe geschmäht wurde und deren nacktes Abbild in Form eines Gemäldes in der königlichen Suite hängt. Selbiges Prachtzimmer dient Josef der amerikanischen Erbin als Schlafgemach an. Das Schlossfaktotum erzählt Betty, dass ihre Vorfahrin eines Morgens tot aufgefunden wurde – mit zwei Bissmalen in ihrem Hals. Seitdem solle sie als Vampirin durch das Gemäuer geistern, so sagt man. Bei seiner Hausbesichtigung macht Josef Betty auch mit der schlosseigenen Folterkammer bekannt.
In der folgenden Nacht hat Betty einen wüsten Traum, in dem die verblichenen Vorfahren sie zu einer erotischen Schlossparty mit Gespenstern einladen. Diese erweist sich für die Amerikanerin als äußerst stimulierend, und am nächsten Morgen beabsichtigt Betty, ganz auf den Spuren von Urahn Clarimonde zu wandeln und einen der Priester vom gegenüberliegenden Konvent zu verführen. Als sie den ganz seinen Studien im Klosterhof versunkenen Mönch Martin entdeckt, beschließt sie sofort, ihm schöne Augen zu machen. Mit der Inbrunst eines tiefgläubigen Katholiken versucht dieser sich der Sünde Weib zu erwehren. Schließlich lädt sie Martin zu einem trauten Beisammensein in der folgenden Nacht auf ihr Schloss ein. Als Betty wenig später den Sarg ihrer Urgroßmutter öffnet, scheint diese noch sehr frisch und überhaupt nicht kompostiert. Kein Wunder – die Dame lebt! Erschrocken weicht Betty zurück und flieht aus der Gruft. Wenig später entsteigt Clarimonde dem kühlen Marmor: die Vampirin dürstet nach frischem Blut.
Als am Abend Bruder Martin der Einladung folgt, ist es auch nicht die blonde Betty, die ihn in Empfang nimmt, sondern die schwarzhaarige, bleiche Clarimonde. Während Betty sich wundert, dass ihr erwarteter Gast bereits von ihrem finsteren Ebenbild abgeholt wurde, wie Josef kleinlaut berichtet, beißt die Vampirin zur gleichen Zeit herzhaft zu und saugt aus Martins Hals Blut. Er stirbt. Bei der Beerdigung Martins lernt Betty Jens Larsen kennen, der an der Mädchenschule von Frl. Niessen als Lehrer arbeitet. Betty lädt ihn bei strömendem Regen auf ihr Schloss ein. Rasch zerrt Betty Jens ins Bett und schläft mit ihm. Während sie sich mit ihrem neuen Lover verlustiert, nagelt Josef Clarimondes Sarg zu, schleppt ihn aus dem Schloss und versenkt ihn im nahe gelegenen See, in der Hoffnung, so endlich ihrem vampiresken Treiben ein Ende zu setzen. Doch in Windeseile ist Bettys Urgroßmutter zurück im Schloss. Um sich für diese Frechheit an Josef zu rächen, will sie in dessen Schlafgemach vordringen, doch der Diener ist vorbereitet und hat über seinem Bett eine ganze Knoblauchbatterie drapiert.
Noch in derselben Nacht steigt der zum Untoten gewordene Klosterbruder Martin aus seinem feuchten Grabe auf. Um seinen Appetit zu stillen, dringt er in das Schlafzimmer zweier Klosterschülerinnen ein und beißt eine von ihnen in den Hals. Als er die andere auch beißen will, entscheidet er sich kurzfristig um: Es soll ja auch noch etwas für das Frühstück übrigbleiben. Als Betty sich Badewasser einlässt, schleicht Clarimonde durch das Schloss, setzt sich eine blonde Perücke auf und sieht nun komplett wie Betty aus. So ausstaffiert, geht sie ins Gemach von Jens und will ihn dort beißen. Josef, der sich zum Schutz vor Vampirattacken einen Helm mit Visier und Kragen aufgesetzt hat, glaubt jedoch, dass es sich bei Clarimonde um Betty handeln müsse und will daraufhin die aus dem Bade kommende echte Betty pfählen. Erst spät erkennt er seinen Irrtum. Clarimonde, die wegen des Sargs im See noch eine Rechnung mit dem Hausdiener offen hat, kippt diesen kurzerhand in einen Schacht, der direkt zum Brunnen im Schlosshof führt. Dort fischt ihn Jens heraus. Josef erklärt dem Lehrer, dass Clarimonde hier ihr Unwesen treibe und er sie zu töten versuche. Jetzt erst wird Jens klar, dass er sich gestern mit einer Untoten vergnügt hatte. Josef drückt ihm einen Pfahl in die Hand, doch als Jens die atmende Clarimonde im geöffneten Sarg sieht, fühlt er sich außerstande, sie zu pfählen.
Jens schläft, obwohl er am offenen Sarg Clarimondes Wache schieben wollte, prompt ein. Als Clarimonde aufwacht, lässt sie ihn unbeschadet schlafen. Sie setzt sich eine blonde Perücke auf und zieht sich ein weißes Kleid an, um einer Einladung zum Fest derer von Ochsenstein Folge zu leisten. Dann versteckt sie sich im Kofferraum von Bettys Mercedes. Die wiederum hat sich eine schwarze Perücke aufgesetzt, sieht nun aus wie sonst Clarimonde, und fährt mit ihrem Auto zum Fest der Grafen Ochsenstein, ohne zu wissen, wer sich in ihrem Kofferraum versteckt hält. Die Ochsensteins sind ebenso tot wie alle anderen geladenen Gäste; als Ehrengast schwebt mit eigenem Hubschrauber Graf Dracula persönlich ein. Auch Jens und Josef haben sich unter die Vampirgäste gemischt, in den Kostümen zweier Musketiere. Als Frl. Niessen, ebenfalls zum Vampir geworden, ihren Kollegen entdeckt, macht sie alle auf ihn aufmerksam. Nun scheint sein Leben keinen Pfifferling mehr wert. Mit einer Schaumspritze kann er den wütenden Mob eine Zeitlang aufhalten und mit falschen Vampirzähnen im Mund sogar von seiner „Unschuld“ überzeugen. Als er Betty gefunden zu haben glaubt, macht ihm Clarimonde mit der blonden Perücke klar, dass er sich geirrt habe. Sie sei sie und nicht Betty. Daraufhin fällt Jens erst einmal in Ohnmacht.
Auch Betty mit ihrer schwarzen Clarimonde-Perücke wird enttarnt und kann vor dem aufgebrachten Vampirmob gerade noch fliehen. Im Kostümfundus treffen Clarimonde und Betty erstmals aufeinander. Sie tauschen ihre Klamotten und die Perücken aus und schließen einen Burgfrieden: Möge jede von ihnen in seiner jeweiligen Welt glücklich werden. Der trottelige Josef, der vom Rollentausch nichts bemerkt hat, „rettet“ die falsche Betty alias die echte Clarimonde vor den anderen Vampiren und setzt sie in Bettys Mercedes vor dem Schlosseingang. Die Sonne geht auf und Clarimonde flieht daraufhin mit Vollgas in Richtung heimatliches Schloss. Auch die anderen Partygäste der Rabensteins stieben in Panik aus dem Schloss, um ein dunkles, lichtgeschütztes Plätzchen zu finden. Vor Clarimondes Sarg auf Schloss Rabenstein angekommen, hält Josef erneut den Pflock über Clarimondes Herz, und wieder kann Jens nicht zuschlagen. Vielmehr kommt er, im Glauben, im Sarg läge seine Betty, auf die famose Idee, Clarimonde im lichtundurchlässigen Sarg auf die Reise zurück nach Hollywood zu schicken. Auf dem Flughafen rennt ihr die echte Betty entgegen und umarmt Jens. Er wie der gleichfalls anwesende Josef sind völlig überrascht: Erst jetzt erahnen sie, dass sie Clarimonde auf den Weg nach Amerika geschickt haben. Auf dem Flugplatz in Los Angeles wird „Betty“ ein großer Bahnhof bereitet, alle bejubeln ihre Heimkehr. Gleich den Ersten, der sie umarmt, beißt die nach dem langen Flug völlig ausgehungerte Clarimonde in den Hals.

## Produktionsnotizen
Im Herbst 1970 in Österreich gedreht, entstanden die Außenaufnahmen u. a. auf Burg Kreuzenstein, in Korneuburg und weiteren Plätzen Niederösterreichs. Gebissen wird nur nachts passierte die FSK-Prüfung am 11. März 1971. Die Uraufführung erfolgte am 4. Juni 1971 in Deutschland.
Die Bauten entwarf Hans Zehetner, einer seiner letzten Kinoarbeiten, die Kostüme besorgte Lambert Hofer. Die Kostüme für Pia Degermark entwarf Uli Richter. Adrian Hoven, dessen Produktionsfirma Aquila Film diesen Streifen herstellte, produzierte diesmal nicht persönlich. Die Schwedin Degermark lernte bei den Dreharbeiten den Produzenten Pier A. Caminneci kennen und heiratete ihn im Jahr darauf (1971).

## Kritiken
„Eine tolle Ausgeburt der Phantasie. Der Regisseur hatte wohl die Absicht, Groteske und Schocker wirksam zu verbinden, was aber nicht gelang. Heraus kam ein ziemlich wüstes Durcheinander, in dem auf allerbanalste Anspielungen nicht verzichtet wurde.“

„Schon am Drehbuch gescheiterter Versuch einer Vampirfilmparodie, albern und langweilend.“

Robert Firsching befand im AllMovie Guide den Streifen als „internationaler Mischmasch, (der) weder sehr verängstigend noch sehr komisch“ sei und schrieb weiters: „Da gibt es jede Menge Nacktheit, schlechte Scherze, lausige Bildeinstellungen und Ferdy Mayne – dem Star von Tanz der Vampire, der diesem Streifen als Vorlage diente – als Hubschrauber-fliegenden Dracula. Es ist gewiss ungewöhnlich, und Horrorfilm-Besessene möchten gern mal kurz reinschauen, aber die meisten Zuschauer werden den Film sowohl lächerlich als auch dumm finden, eine Kombination, die häufig bei Francis-Filmen anzutreffen ist“.